# Подчашие
Подча́шие (лат. calýculus) — наружный по отношению к чашечке круг околоцветника.
Статус подчашия в качестве самостоятельного круга, впрочем, остается предметом дискуссии. Листочки подчашия встречаются у различных семейств покрытосеменных, но, вероятно, в разных группах имеют различное происхождение. Наиболее распространённой версией относительно природы подчашия является его гомология с прилистниками чашелистиков. В этом случае элементы подчашия чередуются с чашелистиками. В пользу этой гипотезы свидетельствует иногда наблюдающееся расщепление элемента подчашечки на две части, предположительно гомологичные двум прилистникам. Однако иногда наблюдается расщепление на большее число частей, с трудом поддающееся интерпретации в рамках этой гипотезы. Такого типа подчашие характерно для некоторых представителей семейства Розовые — земляники (Fragaria), лапчатки (Potentilla), сабельника (Comarum), манжетки (Alchemilla) и др.
У некоторых однодольных (например, в семействе Тофильдиевые) подчашие, вероятно, происходит из сильно редуцированных вегетативных листьев, приближенных к основанию чашечки. Аналогичным образом, вероятно, произошло подчашие у некоторых гвоздичных.
Элементы подчашия, как правило, сходны с чашелистиками, сохраняют фотосинтетическую активность, могут нести различные эпидермальные производные (например, трихомы).